# Balder (thần thoại)

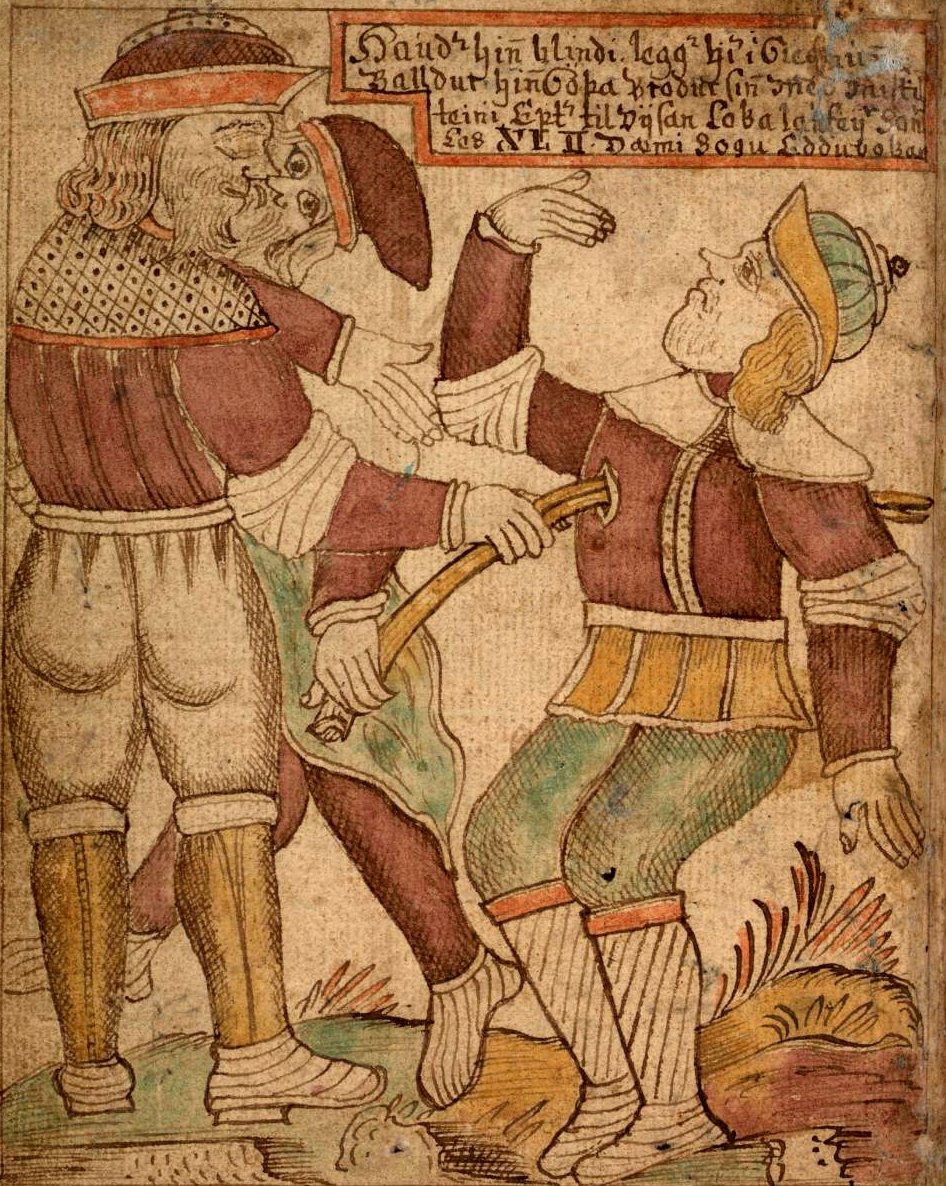
Balder

Balder (còn gọi là Baldur, Baldr), con trai thứ hai của Frigg và Odin, là vị thần đẹp trai và được yêu quý nhất. Balder là vị thần lương thiện, chưa nói dối đến một lần; vị thần quang minh, ánh sáng, làm công việc bào chữa, nuôi giữ hòa bình trên thế giới và làm cho cả thế giới tốt đẹp hơn. Ngoài ra, Balder còn bảo vệ rừng cây, thiên nhiên, động thực vật và sức khỏe con người. Lâu đài của Balder tên là Breidablik, chung sống cùng Nanna - vợ của Balder - và người con tên Forseti.

## Balder và Skadi
Do hận các vị thần đã giết cha mình, Skadi quyết tâm trả thù. Nhưng vừa nhìn thấy Balder, cô đã đem lòng yêu vị thần đẹp trai trẻ tuổi này, trái tim cô đã được thần cảm hoá. Nhưng thần Odin không muốn để con trai mình lấy người khổng lồ nên bày kế bắt Skadi chọn chồng bằng cách chỉ cho cô xem chân của họ. Và kế sách của Odin đã thành công, Skadi chọn nhầm Njord, thần của gió và biển cả.

## Cái chết của Balder

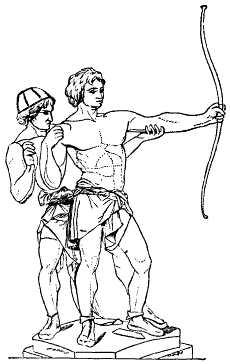
Loki lừa Höðr bắn Balder

Trong truyện Edda, một hôm Balder nằm mơ thấy mình sẽ chết, và đến nói với mẹ. Frigg lo lắng, nên gọi vạn vật tới và bắt phải thề là không được làm hại Balder. Nhưng cây tầm gửi còn quá nhỏ, và Frigg không bắt nó phải thề. Các vị thần sau đó đã bày ra trò chơi ném đồ dao búa vào Balder để chắc chắn rằng mọi vật đều không thể làm hại ông, và quả nhiên Balder không bị gì cả. Nhưng tên khổng lồ Loki vốn rất ghét Balder, nên hắn liền biến thành một người phụ nữ và lừa Frigg để được tiết lộ rằng Balder có thể bị hại bởi cây tầm gửi. Loki làm một mũi tên bằng cây tầm gửi và lừa vị thần mù Höðr bắn vào anh mình. Sau đó Frigg cùng Odin cố gắng hồi sinh Balder bằng cách phái thần Hermóðr xuống địa ngục, nhưng Loki một lần nữa bày kế để hại họ. Khi Hel, con gái của Loki, bảo rằng nếu vạn vật trên thế gian đều khóc thì Balder mới được hồi sinh, Loki đã biến thành một bà già ngồi trong hang đá và không khóc. Vì thế Balder không được sống lại. Cái chết của Balder cuối cùng dẫn đến ngày tận thế Ragnarok, và cả Höðr lẫn Odin đều chết sau đó.

## Đọc thêm và tham khảo

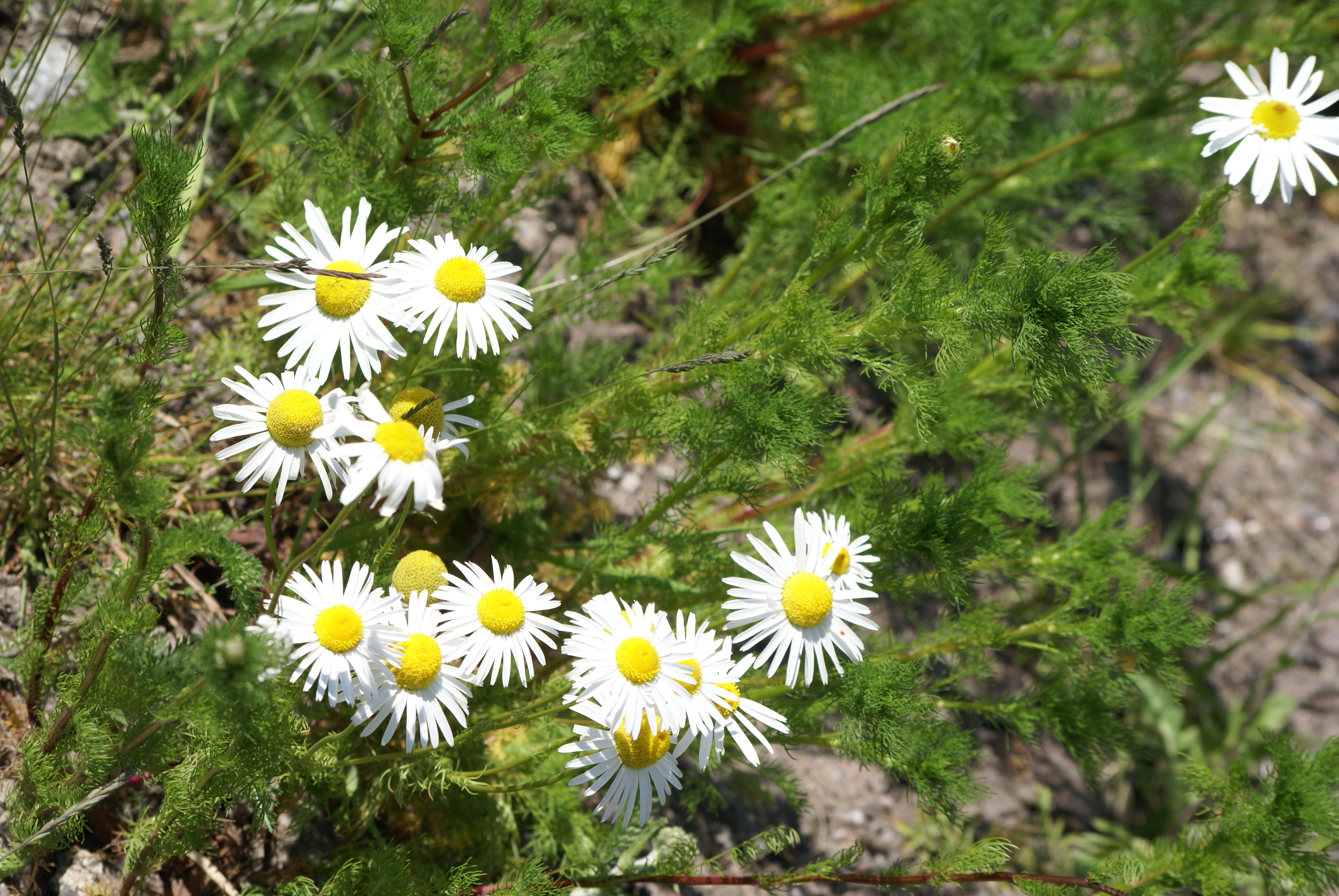
Một loài hoa mang tên Balder - Baldr's brow (hay Matricaria perforata)